# Tegostoma richteri
Tegostoma richteri là một loài bướm đêm trong họ Crambidae.